# Caroline Kepnes
Caroline Kepnes (Barnstable, 10 novembre 1976) è una scrittrice, sceneggiatrice e giornalista statunitense.
Ha ottenuto un grande successo di pubblico con il suo romanzo d'esordio, You, da cui è stata anche tratta una serie televisiva. 
Scrive a tempo pieno e vive a Los Angeles.

## Carriera
Caroline Kepnes è nata nella città di Barnstable situata nella penisola di Cape Cod. Ha frequentato la High School di Barnstable e nel 1999 ha conseguito la laurea in Civiltà americana presso la Brown University. 
Dopo gli studi ha pubblicato diversi racconti e ha lavorato come giornalista di cultura pop per l'Entertainment Weekly, Tiger Beat, Teen Machine e Yahoo.
Come regista ha vinto numerosi premi con il cortometraggio Miles Away.
È stata anche sceneggiatrice di diversi spettacoli televisivi tra cui  Settimo cielo, La vita segreta di una teenager americana e l’adattamento di You.
Nel 2004, Caroline Kepnes ha pubblicato un libro su Stephen Crane dove racconta la vita dell'autore di Maggie e The Red Badge of Courage, includendo anche commenti sui suoi scritti.
Nel 2014, Kepnes ha pubblicato il suo primo romanzo giallo, You
, che ha avuto un grande successo editoriale. È stata anche realizzata la serie televisiva americana You ispirata al libro. Secondo le dichiarazioni dell'autrice, You si contrappone agli stereotipi della commedia romantica evidenziati in molti film e serie televisive, in quanto il protagonista, invece di essere l'amante ideale, è uno stalker violento e ossessionato dall'idea di trovare la sua donna perfetta. You è stato scritto in un periodo buio della vita dell'autrice, in un anno in cui suo padre è morto di cancro e in cui ha vissuto diverse altre sfide personali.

Nel 2016, Kepnes ha pubblicato un sequel di You , Hidden Bodies.

Il suo terzo e ultimo romanzo, Providence , pubblicato nel 2018, è stato descritto come romanzo-suspense-thriller, con aspetti soprannaturali.

Nel 2019 Kepnes sta lavorando al terzo e al quarto romanzo della serie You .

## Opere

### Romanzi
- Stephen Crane (2004)
- Providence (2018)
- Sweet Virginia (2020)
- The Bad Friend (2024)

#### Serie You
- You (2014)
- Hidden Bodies (2016)
- You Love Me (2021)
- For You and Only You (2023)

### Televisione
- Settimo cielo (7th Heaven) (coautrice - 2 episodi, 2006-2007)
  - Turn, Turn, Turn (andato in onda il 25 settembre 2006)
  - Script Number Two Hundred Thirty-Four (andato in onda il 21 gennaio 2007)

- La vita segreta di una teenager americana (The Secret Life of the American Teenager) (coautrice - 3 episodi, 2008 - 2009)
  - Just Say No (andato in onda il 9 settembre 2008)
  - Money for Nothing, Chicks for Free (andato in onda il 23 febbraio 2009)
  - Born Free (andato in onda il 20 luglio 2009)

- You (2018, scrittrice di un episodio)
  - Stagione 1 episodio 8 - You Got Me, Babe ("Sono tuo, baby") (andato in onda in prima tv negli Stati Uniti il 28 ottobre 2018)